# Костюченко Сергій Петрович
Сергі́й Петро́вич Костюче́нко (1977—2022) — український військовослужбовець, старший сержант, учасник російсько-української війни, кавалер ордена «За мужність» III та II ступеня. Герой України (2024, посмертно). Почесний громадянин Звягеля.

## З життєпису
1995 року почав проходити строкову службу у внутрішніх військах спеціального призначення; підрозділ «Ягуар» — на посаді заступника командира штурмового взводу. В 1997 році здобув найвищу нагороду — «Краповий берет» спецпризначенців.
Старший сержант відділення взводу вогневої підтримки 54-ї бригади.
Без Сергія лишились дружина і доньки.

## Нагороди і вшанування
- Звання Герой України з удостоєнням ордена Золота Зірка (15 липня 2024, посмертно) — за особисту мужність і героїзм, виявлені у захисті державного суверенітету та територіальної цілісності України, самовіддане служіння Українському народові[2].
- Орден «За мужність» II ступеня (13 липня 2022, посмертно) — за особисту мужність і самовіддані дії, виявлені у захисті державного суверенітету та територіальної цілісності України, вірність військовій присязі[3].
- Орден «За мужність» III ступеня (24 березня 2022) — за особисту мужність і самовіддані дії, виявлені у захисті державного суверенітету та територіальної цілісності України, вірність військовій присязі[4].
- Почесний громадянин Звягеля (посмертно)